# Zaragoza (meteorito)
El meteorito de Zaragoza es un meteorito metálico de 162 kg de peso encontrado en la provincia de Zaragoza (España) en la década de 1950.

Es el meteorito más masivo hallado en España, por delante del de Olivenza y del de Molina.

## Historia
Este meteorito salió a la luz cuando un comerciante de minerales compró la colección a la familia de un coleccionista español fallecido, residente en París y posiblemente vinculado con la embajada de España. Supuestamente, el meteorito fue adquirido por este coleccionista en Zaragoza, España, en la década de 1950. El lugar donde fue encontrado se ignora, aunque en las bases de datos se indican unas coordenadas genéricas, que corresponden con un parque situado en el centro de la ciudad, lo que parece poco probable que sea real. Después de pasar por varios propietarios, en 2006 fue comprado en la feria de Múnich por el comerciante de meteoritos Michael Farmer, quien lo llevó a su país, Estados Unidos. Allí lo cortó en láminas y pequeños fragmentos para venderlo a otros coleccionistas. A finales de 2013 el Museo Geominero de Madrid logró adquirir en Alemania uno de dichos fragmentos.

## Características
La superficie del meteorito, de color marrón rojizo, presenta regmagliptos —pequeñas hendiduras originadas por ablación al atravesar la atmósfera— y está erosionada. Por el tipo de figuras de Widmansstätten que aparecen en su tratamiento por corrosión selectiva, se clasifica como una octaedrita fina. El meteorito consta fundamentalmente de hierro y níquel metálico. Tiene inclusiones de troilita, de tamaño pequeño, y en menor medida de cromita y de un sulfuro de Fe-Cr no identificado. La cromita está presente como granos subhédricos rodeados de hierro-níquel metálico. Por su parte, el sulfuro se encuentra en forma de inclusiones alargadas.

## Composición y clasificación
El meteorito de Zaragoza está constituido por camacita, con un 7,02 ± 0,93% de níquel y un 0,34 ± 0,04% de cobalto, y hierro-níquel metálico, con un contenido elevado de este último metal (18,66%).
Otros elementos presentes son fósforo (0,03%), azufre (0,01%), cromo (167,3 ppm), cobre (129,5 ppm), platino (5,4 ppm) e iridio (2,8 ppm).
Está clasificado como un siderito de tipo IVA anómalo, ya que su contenido en germanio (2,5 ppm) es anormalmente elevado; por ejemplo, en los meteoritos de Gibeon y Muonionalusta, también de tipo IVA, el contenido de germanio es de 0,12 - 0,13 ppm.